# Antun Žmak
Antun Žmak (Lanišće, 9. siječnja 1873. – Medulin, 16. kolovoza 1968.), hrvatski učitelj i narodni preporoditelj

## Životopis
Rođen u Lanišću. Za učitelja se školovao u Kastvu i Kopru. Kao učitelj radio u Pićnu i Medulinu. U Medulinu djeluje u sklopu središnje mjesne kulturne, političke i prosvjetne ustanove, Narodne čitaonice, koja je osnovana četiri godine prije nego što je 1895. Žmak došao učiteljevati u Medulin. Dijelom skupine osnivača Hrvatskog sokola 1911., društva kojemu je čitaonica pridružena, a poslije i nove glazbene sekcije.
Djelovao u glazbenim sekcijama kao pjevač u zboru i svirač u glazbi Hrvatskog sokola po priredbama u Medulinu i selima Puljštine. Član upravnog odbora novog društva. Pokrenuo nove sekcije.
Zadesila ga je životna tragedija. Dok je bio nadučitelj u Medulinu, poginuo mu je dvanaestgodišnji sin koji se spremao ići u gimnaziju.
Pridonio pučkom obrazovanju. Seljaštvo je obrazovao o pčelarstvu, ratarstvu, a posebno o vinogradarstvu. U posujilnici u Medulinu tajnik i rizničar. Posujilnica, djelokruga na području Ližnjana i Šišana, osnovana je 1898. radi gospodarskog dijela programa narodnog preporoda. Istarskim je seljacima olakšavala financijsku situaciju olakšavajući im otplatiti zajmove, nabaviti potrepštine i dr. Čim je izbio prvi svjetski rat, odmah je ukinuta.
U ratu je deportiran u Moravsku kao i ostali Medulinci. Uslijedio je vojni poziv i do kraja rata bio je mobiliziran.
Krajem rata vratio se u Medulin. Međutim, Italija dolazi po obećano u Londonskom ugovoru. Kao hrvatski domoljub bio je nepodoban "koji javno manifestira protutalijanske osjećaje" te su ga talijanske okupacijske vlasti suspendirale još 1919. godine. Potom su ga premjestili u školu u Smoljancima i 1922. prisilno poslali u mirovinu.